# Élections dans les villages nordiques québécois de 2021
Les élections dans les villages nordiques québécois de 2021 se déroulent le 3 novembre 2021 dans les villages nordiques du Québec. Organisées par l'Administration régionale Kativik, elles visent à pourvoir 14 postes de maires et 84 postes de conseillers municipaux pour un mandat de trois ans.